# Тунапуна-Пиарко
Тунапуна-Пиарко (англ. Tunapuna-Piarco, Произношениео файле) — регион на острове Тринидад, Тринидад и Тобаго. Граничит с регионами Сан-Хуан - Лавентиль, Кува-Табаквит-Тальпаро и Сангре-Гранде, а также с городом Порт-оф-Спейн. Боро Арима является абсолютным анклавом региона.
Площадь региона составляет 527,73 кв. километров. На территории региона находится часть Северного хребта страны и самая высокая вершина остовного государства — Эль-Серо-дель-Арипо (940 м).
Главой региона на 2019 год является Кваси Робинсон.

## Избирательные округа
Регион Сипариа разбит на 15 избирательных округов:
- Варренвилль
- Арука
- Тунапуна
- Пиарко
- Файв-Риверс
- Д’Абади
- Маусика (Мелони)
- Валлерфилд
- Такаригуа
- Лопино
- Санта-Роса
- Карапо
- Тринсити
- Сент-Джозеф
- Маракас

## Население
В регионе по данным переписи 2011 года проживает 212 845 человек различных национальностей.
| Раса                | 2011    |
| ------------------- | ------- |
| Афро-тринидадцы     | 31.6 %  |
| Индо-тринидадцы     | 27.4 %  |
| Смешанные расы      | 19.31 % |
| Дугла               | 6.6 %   |
| Белые тринидадцы    | 0.31 %  |
| Китайцы             | 0.21 %  |
| Коренные тринидадцы | 0.8 %   |
| Арабы               | 0.3 %   |
| Другие              | 0.16 %  |
| Неизвестно          | 14.30 % |

## Транспорт
Город Пиарко играет важнейшую роль в авиасообщении страны. В нём базируется единственная авиакомпания страны Caribbean Airlines, расположен крупнейший аэропорт страны — Международный аэропорт Пиарко, и офис Управления аэропортами Тринидада и Тобаго.